# Пэйн, Эдуард Джон
Эдуард Джон Пэйн (англ. Edward John Payne; 22 июля 1844, Хай-Уиком — 26 декабря 1904, Уэндовер) — английский историк.

## Биография
Окончил оксфордский Хэртфорд-колледж (1871). С 1872 года преподавал там же в Университетском колледже. С 1874 года барристер палаты Линкольнс-Инн.
Первым крупным трудом Пэйна стало подготовленное им четырёхтомное издание избранных сочинений Эдмунда Берка (1874—1878). Его основным научным интересом была история европейских колоний: начиная с одноимённой книги (англ. History of European Colonies; 1877) он выпустил ряд изданий на эту тему, из которых наиболее амбициозный проект, «История Нового Света, именуемого Америкой» (англ. A History of the New World called America), остался незавершённым (в 1892 и 1899 годах вышли первые два тома). В соавторстве с Рэймондом Бизли Пэйн подготовил к изданию двухтомник «Путешествия елизаветинских мореходов» (англ. Voyages of the Elizabethan Seamen; 1907) — избранные истории из «Книги путешествий» Ричарда Хаклюйта.
Пэйн был также известен как одарённый музыкант, исполнитель на виоле-да-гамба. С 1899 года был женат на Эмме Леоноре Хелене Перц, племяннице историка Георга Генриха Перца. У них было трое детей — астроном Сесилия Пейн-Гапошкина, археолог Хэмфри Пэйн и историк архитектуры Леонора Флоренс Мэри Пэйн.
Умер при невыясненных обстоятельствах, тело было найдено в канале.